# 蓝堇草属
蓝堇草属（学名：Leptopyrum）是毛茛科下的一个属，为一年生、秃净草本植物。该属仅有蓝堇草（Leptopyrum fumarioides）一种，分布于中国西北部至北部。